# The Skulls 3

The Skulls III, ou Le Clan des Skulls au Québec, est un thriller réalisé par J. Miles Dale, sorti en 2004. Il fait suite à The Skulls : Société secrète (2000) et The Skulls 2 : Société secrète (2002), basés sur la société secrète Skull and Bones.

## Synopsis
Taylor Brooks est déterminée à devenir la première femme membre de la communauté secrète des Skulls. Tromperies, menaces et meurtres au programme.

## Fiche technique
- Réalisateur : J. Miles Dale
- Durée du film : 98 minutes

## Distribution
- Clare Kramer : Taylor Brooks
- Bryce Johnson : Roger Lloyd
- Barry Bostwick : Nathan Lloyd
- Steve Braun : Brian Kelly
- Karl Pruner : Martin Brooks
- Dean Mcdermott : Détective Staynor
- Maria Del Mar : Détective Valdez
- Brooke D'Orsay : Veronica Bell
- Shaun Sipos : Ethan Rawlings
- Chris Trussell : Conrad
- Toby Proctor : Sam Brooks
- Alison Sealy-Smith : Docteur Franks
- Len Cariou : Dean Lawton